# おとぎふと
おとぎふとは、ぎふチャンラジオで放送していたトークバラエティ番組。放送終了時期は不明。

## 概要
- コメントゲストとして、ミュージシャンが出演することもある。

## パーソナリティ
- 平松伴康（ひらとも）

## ゲスト

### コメントゲスト
- 貴水博之 （access）